# ساره جوانمردی
ساره جوانمردی (زاده ۱۷ آذر ۱۳۶۳ در شیراز) عضو تیم ملی تیراندازی بانوان ایران و دارای مدال طلای پارالمپیک ۲۰۲۴ پاریس است. جوانمردی موفق شد در مسابقات پارالمپیک توکیو (۲۰۲۰) با شکستن رکورد جهانی به مدال طلا دست یابد. او همچنین دو مدال طلای پارالمپیک ریو و مدال برنز پارالمپیک لندن را کسب کرده‌است. او دارای مدرک کارشناسی ارشد مدیریت بازرگانی از دانشگاه شیراز و کارمند قراردادی اداره کل ورزش و جوانان استان فارس می‌باشد. وی اولین بانوی مدال‌آور ایرانی در مسابقات پارالمپیک است. وی در جریان حادثه زلزله کرمانشاه مدال طلای پارالمپیک ریو را به نفع مردم زلزله زده کرمانشاه و سرپل ذهاب به حراج گذاشت. وی برای دومین بار در سال ۲۰۱۸ به عنوان بهترین ورزشکار ماه جهان شناخته شد. و در پارالمپیک ۲۰۲۴ پاریس از دنیای تیراندازی خداحافظی کرد

## پارالمپیک لندن (۲۰۱۲)
در مسابقات تیراندازی پارالمپیک ۲۰۱۲ لندن، انگلستان موفق به کسب مقام سوم و مدال برنز گردید.

## پارالمپیک ریو (۲۰۱۶)
ساره جوانمردی در پارالمپیک ریو موفق به کسب دو مدال طلا شد. او در بخش تفنگ بادی ۱۰ متر پارالمپیک ریو ۲۰۱۶ به مدال طلا دست یافت.. او به امتیاز ۱۹۳٫۴ رسید و رکورد جهانی را جابه‌جا کرد. مدال طلای ساره جوانمردی، نخستین طلای کاروان ایران در المپیک ۲۰۱۶ بود. ساره جوانمردی همچنین در ماده تپانچه خفیف ۵۰ متر میکس موفق شد به مدال طلای پانزدهمین بازی‌های پارالمپیک دست پیدا کند. همچنین وی موفق به قهرمان تیراندازی پارالمپیک ۲۰۱۶ شد.

## پارالمپیک توکیو (۲۰۲۰)
در مسابقات تیراندازی پارالمپیک ۲۰۲۰ در توکیو جوانمردی موفق شد در فینال تپانچه بادی ۱۰ متر با شکستن رکورد جهان به مدال طلا دست یابد. این سومین مدال طلای جوانمردی در مسابقات پارالمپیک است. وی در آخرین روز برگزاری پارالمپیک توکیو ۲۰۲۰ موفق شد به فینال ۵۰ متر تپانچه بادی راه یابد اما در فینال به مقام هفتم رسید و از کسب مدال بازماند. 

## پارالمپیک پاریس (۲۰۲۴)
در مسابقات تیراندازی پارالمپیک ۲۰۲۴ در پاریس، جوانمردی موفق شد در فینال تپانچه بادی ۱۰ متر به مدال طلا دست یابد. این چهارمین مدال طلای جوانمردی در مسابقات پارالمپیک و پنجمین مدال وی در مجموع است. با کسب این مدال ساره جوانمردی پرافتخارترین بانوی پارالمپیکی ایران شد.

## بازتاب اقدامات

### حراج مدال طلای پارالمپیک ریو به نفع زلزله زدگان غرب کشور
پس از وقوع زلزله در سال ۱۳۹۶ در استان کرمانشاه، جوانمردی مدال طلای خود را به نفع زلزله زدگان این استان به حراج گذاشت. او در این خصوص اظهار داشت:
پس از وقوع این حادثه و زمانی که دیدم جامعه ورزش کشور برای کمک به مردم زلزله زده دست به کار شدند و هر یک به نوع خود کاری کردند من هم فکر کردم که به عنوان یک ورزشکار پارالمپیکی چه کاری می‌توانم انجام دهم و تصمیم گرفتم سهم کوچکی در این جریان عظیم داشته باشم. بر این اساس تصمیم گرفتم ارزشمندترین مدالم یعنی مدال طلای بازی‌های المپیک ریو را به نفع مردم آسیب دیده در این حادثه تلخ به فروش بگذارم.

### آویختن مدال بر گردن نوزادش
او در مراسم اهدای مدال بازی‌های پاراآسیایی ۲۰۲۲ که موفق به کسب مدال نقره شد به همراه فرزند ۳ ماهه‌اش بر روی سکو حضور یافت و مدال کسب شده بر گردن نوزادش انداخته شد که مورد توجه رسانه‌های داخلی و خارجی قرار گرفت.

## تیراندازی قهرمانی جهان معلولان آلمان
در تیرماه سال ۱۳۹۳ شمسی و در روز نخست مسابقات تیراندازی قهرمانی جهان در آلمان، ساره جوانمردی ورزشکار شیرازی به مقام قهرمانی ماده تفنگ بادی ۱۰ متر P2 رسید. در پایان مسابقات بخش بانوان در قسمت انفرادی ساره جوانمردی قهرمان ورزش تیراندازی از کشور ایران، با کسب امتیاز ۱۹۵٫۶ به عنوان قهرمانی جهان دست یافت.

## انتخاب به‌عنوان بهترین ورزشکار ۲۰۱۴ آسیا
این انتخاب به دلیل عملکرد ساره جوانمردی در رقابت‌های پاراآسیایی اینچئون و کسب دو نشان طلا، انجام شده‌است و بر این اساس وی به عنوان بهترین ورزشکار زن آسیا در سال ۲۰۱۴ نیز معرفی شده‌است.

## جام‌جهانی پاراتیراندازی
اسفند ۱۳۹۹، در رقابت‌های جام جهانی پاراتیراندازی در العین امارات، ساره جوانمردی با ثبت رکورد ۲۳۷٫۷ در ماده p2 بانوان به مدال طلا دست یافت.

## بهترین بانوی پارالمپیک ایران در سالی 1403
در مراسم معرفی برترین های ورزش ایران در سال 1403 با عنوان «قهرمان ایران» که در فروردین ماه 1404 در سالن همایش های سازمان صداوسیما با حضور مسعود پزشکیان رئیس جمهور، پیمان جبلی رئیس سازمان صداوسیما، احمد دنیامالی وزیر ورزش و جوانان، برگزار شد، ساره جوانمردی به عنوان بهترین ورزشکار زن جانباز و معلول (بهترین بانوی پارالمپیک) ایران انتخاب شد. این جایزه با رای مستقیم مردم تعیین می‌شود و جوانمردی توانست بیشترین آرا را به خود اختصاص دهد.